# ね

ね, en hiragana, o ネ en katakana, es un kana japonés que representa una mora. Su transliteración es ne.

## Uso
ね es usado para formar palabras, o como sufijo para indicar que se quiere confirmar el contenido de la frase de la misma forma que se utiliza "¿cierto?" en español. 

## Escritura
| Escritura de ね | Escritura de ネ |

- ね se escribe con dos trazos:

1. Primer trazo vertical descendente.
2. Segundo trazo, horizontal en principio, cruza levemente al primero a unos 3/4 de su altura, luego baja y vuelve a subir dibujando una Z inclinada, para descender de nuevo. Termina con un lazo hacia adentro, de manera similar a ぬ. De no ser por el lazo final, el símbolo es igual a れ, y muy parecido a わ.

- ネ se escribe con cuatro trazos:

1. Un pequeño trazo vertical descendente, un poco ladeado hacia la izquierda.
2. Bajo el anterior, y casi tocándole la punta, un trazo horizontal hacia la derecha, que luego se devuelve a la izquierda por abajo, para dibujar un > inclinado.
3. Un trazo vertical, tocando al anterior, por abajo, en su centro.
4. El último trazo es uno corto oblicuo descendente hacia la derecha. Nace casi donde se tocan los dos trazos anteriores.

| Form                    | Rōmaji | Hiragana | Katakana |
| ----------------------- | ------ | -------- | -------- |
| Normal w- (な行 na-gyō) | ne     | ね       | ネ       |

- Datos: Q40681
- Multimedia: ね / Q40681